# Status constitucional da Cornualha

Bandeira da Cornualha

O Status constitucional da Cornualha tem sido uma questão de debate e disputa. Cornualha é um condado administrativo da Inglaterra.
Em termos étnicos e culturais, até cerca de 1700, a Cornualha e os seus habitantes eram considerados um povo separado pelos seus vizinhos ingleses. Um aspecto da identidade distinta da Cornualha é a língua córnica, que sobreviveu até ao início do período moderno e foi revivida na era moderna.

## Moções para uma mudança de status constitucional

As nações celtas modernas reconhecidas pela Liga celta e pelo Congresso celta
----
Escócia
Irlanda
Man
Gales
Cornualha
Bretanha

### Campanhas por uma autonomia regional mais plena
Uma campanha inicial por uma Cornualha independente foi apresentada durante a primeira Guerra Civil Inglesa por Sir Ricardo Grenville, 1º Baronete. Ele tentou usar o "sentimento particularista da Cornualha" para reunir apoio para a causa realista. Os da Cornualha estavam lutando por seus privilégios realistas, principalmente o Ducado e Estanário, e ele apresentou um plano ao príncipe que, se implementado, teria criado uma Cornualha semi-independente.
Na mesma linha, a Convenção Constitucional da Cornualha – composta por vários grupos políticos na Cornualha (incluindo Mebyon Kernow) – reuniu cerca de 50.000 assinaturas em 2000 em uma petição para criar uma Assembleia da Cornualha semelhante à Assembleia Nacional do País de Gales. A petição foi realizada no contexto de um debate em andamento sobre se deveria ou não delegar poder às regiões inglesas, das quais Cornualha faz parte do Sudoeste. A pesquisa MORI do Conselho da Cornualha de fevereiro de 2003 mostrou 55% a favor de uma assembleia regional eleita e totalmente descentralizada para a Cornualha e 13% contra (Resultado anterior: 46% a favor em 2002). No entanto, a mesma pesquisa indicou um número igual de entrevistados a favor de uma Assembleia Regional do Sudoeste. A campanha teve o apoio de todos os cinco parlamentares do Partido Liberal Democrata da Cornualha na época, Mebyon Kernow e o Conselho da Cornualha.
Lord Whitty, como Subsecretário de Estado Parlamentar do Departamento do Ambiente, Transportes e Regiões, na Câmara dos Lordes, reconheceu que a Cornualha tem um "caso especial" para a devolução, e numa visita à Cornualha, o vice-primeiro-ministro John Prescott disse que "a Cornualha tem a identidade regional mais forte do Reino Unido".
O Partido Conservador e Unionista de David Cameron nomeou Mark Prisk como Ministro Sombra da Cornualha em 26 de julho de 2007. O partido disse que a medida visava colocar as preocupações da Cornualha "no centro do pensamento conservador". No entanto, o novo governo de coalizão estabelecido em 2010 sob a liderança de David Cameron não nomeou um Ministro para a Cornualha.

A distinção da Cornualha como uma minoria nacional, em oposição à regional, tem sido periodicamente reconhecida pelos principais jornais britânicos. Por exemplo, um editorial do The Guardian em 1990 apontou essas diferenças e alertou que elas deveriam ser reconhecidas constitucionalmente:
Minorias menores também têm visões igualmente orgulhosas de si mesmas como irredutivelmente galesas, irlandesas, manesas ou da Cornualha. Essas identidades são distintamente nacionais de maneiras que pessoas orgulhosas de Yorkshire, muito menos pessoas orgulhosas de Berkshire, nunca saberão. Qualquer novo acordo constitucional que ignore esses fatores será construído em terreno irregular." 
O The Guardian também publicou um artigo em Novembro de 2008 intitulado "Autogoverno para a Cornualha", escrito pelo ativista dos direitos humanos Peter Tatchell. 
Assim como o País de Gales e a Escócia, a Cornualha se considera uma nação celta separada – então por que não deveria ter independência?
Tatchell concluiu seu artigo com a pergunta:
Cornualha já foi separada e autogovernada. Se o povo da Cornualha quer autonomia e isso melhoraria suas vidas, por que eles não deveriam ter autogoverno novamente? Malta, com apenas 400.000 pessoas, é um estado independente dentro da UE. Por que não Cornualha?
No entanto, num artigo de jornal, o deputado conservador por Camborne & Redruth, George Eustice, declarou em Setembro de 2014 que "No entanto, definitivamente não precisamos de desperdiçar dinheiro em novos edifícios parlamentares e em mais um grupo de políticos, pelo que discordo completamente da ideia de uma assembleia ao estilo galês na Cornualha".
O Partido Trabalhista da Cornualha também rejeitou a ideia.

### Nacionalismo cultural, cívico e étnico da Cornualha
Alguns observadores expressam surpresa com os sentimentos duradouros na Cornualha; Adrian Lee, por exemplo, embora considere a Cornualha parte da Inglaterra, também considera que ela tem um status único dentro da Inglaterra:
A história da Cornualha como uma das áreas periféricas da Inglaterra é relativamente pouco conhecida, assim como o fato de ser a única parte da Inglaterra que deu origem e sustentou um movimento nacionalista/autonomista que não foi nem espúrio nem efémero.
Alguns povos da Cornualha, além de fazer os argumentos legais ou constitucionais mencionados acima, enfatizarão que os da Cornualha são um grupo étnico distinto, que as pessoas na Cornualha normalmente se referem à "Inglaterra" como começando a leste do Tamar, e que existe uma língua da Cornualha. Pela primeira vez em um Censo do Reino Unido, aqueles que desejavam descrever sua etnia como da Cornualha receberam seu próprio número de código (06) no formulário do Censo do Reino Unido de 2001, juntamente com aqueles para pessoas que desejavam se descrever como inglesas, galesas, irlandesas ou escocesas. Cerca de 34.000 pessoas na Cornualha e 3.500 pessoas no resto do Reino Unido escreveram em seus formulários de censo em 2001 que consideravam seu grupo étnico como da Cornualha. Isso representava quase 7% da população da Cornualha e, portanto, é um fenômeno significativo. Embora felizes com este desenvolvimento, os ativistas expressaram reservas sobre a falta de publicidade em torno da questão, a falta de uma caixa de verificação clara para a opção "Córnico" no censo e a necessidade de negar ser britânico para escrever "Córnico" no campo fornecido. Houve apelos para que a opção de caixa de verificação fosse alargada aos cónicos; no entanto, esta petição não encontrou apoio suficiente (639 pessoas inscreveram-se, eram necessárias mais 361) para o Censo de 2011, uma vez que uma opção de caixa de verificação galesa e inglesa foi recentemente acordada pelo governo.